# I Feel Alive
I Feel Alive é uma canção do cantor Imri Ziv, escolhida para representar Israel no Festival Eurovisão da Canção 2017.